# League of Ireland Premier Division (2020)
League of Ireland Premier Division 2020 (znana jako SSE Airtricity League ze względów sponsorskich) była 36. edycją najwyższej klasy rozgrywkowej piłki nożnej w Irlandii pod tą nazwą, a 100. mistrzowskimi rozgrywkami w ogóle.
Brało w niej udział 10 drużyn, które w okresie od 14 lutego do 9 listopada 2020 rozegrały 18 kolejek meczów. Sezon został przerwany w połowie marca z powodu pandemii COVID-19 w Republice Irlandii na mocy dyrektywy irlandzkiego rządu i Irlandzkiego Związku Piłki Nożnej.
FAI ogłosiła następnie plan awaryjny mający na celu dokończenie sezonu krajowego w późniejszym terminie ze zmniejszoną liczbą meczów.
Został on wznowiony 31 lipca.
Sezon zakończył baraż o utrzymanie w Premier Division. Obrońcą tytułu był Dundalk. Mistrzostwo po raz osiemnasty w historii zdobyła drużyna Shamrock Rovers.

## Drużyny
| Uczestnicy poprzedniej edycji | Uczestnicy poprzedniej edycji | Uczestnicy poprzedniej edycji | Uczestnicy poprzedniej edycji |
| --- | ----------------------------- | ----------------------------- | ----------------------------- |
| DUN | Dundalk F.C.                  | Dundalk                       | 1                             |
| SHR | Shamrock Rovers               | Dublin                        | 2                             |
| BOD | Bohemian F.C.                 | Dublin                        | 3                             |
| DER | Derry City                    | Derry                         | 4                             |
| STP | St. Patrick’s Athletic        | Dublin                        | 5                             |
| WAT | Waterford                     | Waterford                     | 6                             |
| SRS | Sligo Rovers                  | Sligo                         | 7                             |
| COR | Cork City                     | Cork                          | 8                             |
| po barażach |                               |                               |                               |
| FHA | Finn Harps                    | Ballybofey                    | 9                             |
| Awans z First Division 2019 |                               |                               |                               |
| SHB | Shelbourne FC                 | Dublin                        | 1                             |
| Oznaczenia: - kolumna pierwsza – skróty nazw drużyn, - kolumna trzecia – siedziba klubu, - kolumna czwarta – miejsce zajęte w poprzednim sezonie. |                               |                               |                               |

## Tabela
| Lp. | Drużyna               | M  | Z  | R | P  | B+ | B- | +/– | Pkt | Kwalifikacja lub spadek                               |
| --- | --------------------- | -- | -- | - | -- | -- | -- | --- | --- | ----------------------------------------------------- |
| 1   | Shamrock Rovers (M)   | 18 | 15 | 3 | 0  | 44 | 7  | +37 | 48  | Liga Mistrzów UEFA • I runda kwalifikacyjna           |
| 2   | Bohemians             | 18 | 12 | 1 | 5  | 23 | 12 | +11 | 37  | Liga Konferencji Europy UEFA • I runda kwalifikacyjna |
| 3   | Dundalk (P)           | 18 | 7  | 5 | 6  | 25 | 23 | +2  | 26  | Liga Konferencji Europy UEFA • I runda kwalifikacyjna |
| 4   | Sligo Rovers          | 18 | 8  | 1 | 9  | 19 | 23 | −4  | 25  | Liga Konferencji Europy UEFA • I runda kwalifikacyjna |
| 5   | Waterford             | 18 | 7  | 3 | 8  | 17 | 22 | −5  | 24  |                                                       |
| 6   | St Patrick’s Athletic | 18 | 5  | 6 | 7  | 14 | 17 | −3  | 21  |                                                       |
| 7   | Derry City            | 18 | 5  | 5 | 8  | 18 | 18 | 0   | 20  |                                                       |
| 8   | Finn Harps            | 18 | 5  | 5 | 8  | 15 | 24 | −9  | 20  |                                                       |
| 9   | Shelbourne (B, S)     | 18 | 5  | 4 | 9  | 13 | 22 | −9  | 19  | Baraż o Premier Division                              |
| 10  | Cork City (S)         | 18 | 2  | 5 | 11 | 10 | 30 | −20 | 11  | Spadek do First Division                              |

## Wyniki
| Gospodarz \ Gość      | BOH | COR | DER | DUN | FHA | STP | SHM | SHE | SLI | WAT |
| --------------------- | --- | --- | --- | --- | --- | --- | --- | --- | --- | --- |
| Bohemians             |     | 3–0 | 2–1 | 2–1 | 0–2 | 2–0 | 0–1 | 2–0 | 2–0 | 0–2 |
| Cork City             | 0–1 |     | 1–1 | 0–2 | 1–0 | 1–2 | 0–3 | 0–1 | 3–0 | 0–0 |
| Derry City            | 2–0 | 3–1 |     | 1–2 | 1–1 | 0–0 | 1–2 | 2–0 | 0–2 | 2–0 |
| Dundalk               | 0–0 | 3–0 | 1–0 |     | 0–0 | 1–1 | 0–4 | 3–2 | 0–2 | 2–2 |
| Finn Harps            | 0–1 | 1–1 | 0–0 | 0–4 |     | 3–2 | 0–2 | 0–1 | 1–0 | 1–0 |
| St Patrick’s Athletic | 1–2 | 1–0 | 0–2 | 1–1 | 2–0 |     | 0–0 | 2–0 | 0–0 | 0–1 |
| Shamrock Rovers       | 1–0 | 6–0 | 2–0 | 3–2 | 3–1 | 0–0 |     | 0–0 | 4–0 | 6–1 |
| Shelbourne            | 1–3 | 1–1 | 1–1 | 1–2 | 1–1 | 1–0 | 0–2 |     | 1–0 | 0–1 |
| Sligo Rovers          | 0–1 | 2–1 | 1–0 | 3–1 | 3–1 | 0–2 | 2–3 | 2–1 |     | 2–1 |
| Waterford             | 0–2 | 0–0 | 2–1 | 1–0 | 2–3 | 3–0 | 0–2 | 0–1 | 1–0 |     |

## Baraż o Premier Division
UCD wygrał 2-1 z Waterford finał baraży o miejsce w Premier Division na sezon 2021.
|  |                         |                         |                         |               |            |                      |                      |                      |               |   |              |              |              |
|  | First Division półfinał | First Division półfinał | First Division półfinał |               |            | First Division finał | First Division finał | First Division finał |               |   | Finał baraży | Finał baraży | Finał baraży |
|  | First Division półfinał | First Division półfinał | First Division półfinał |               |            | First Division finał | First Division finał | First Division finał |               |   | Finał baraży | Finał baraży | Finał baraży |
|  |                         |                         |                         |               |            |                      |                      |                      |               |   |              |              |              |
|  |                         |                         |                         |               |            |                      |                      |                      |               |   |              |              |              |
|  | 2                       | Bray Wanderers          | 0                       | 9             | Shelbourne | 0                    |                      |                      |               |   |              |              |              |
|  | 2                       | Bray Wanderers          | 0                       | 9             | Shelbourne | 0                    |                      |                      |               |   |              |              |              |
|  | 5                       | Galway United           | 1                       |               |            |                      |                      | 4                    | Longford Town | 1 |              |              |              |
|  | 5                       | Galway United           | 1                       |               |            | 5                    | Galway United        | 4                    | Longford Town | 1 | 1            |              |              |
|  |                         |                         |                         |               |            | 5                    | Galway United        |                      |               |   |              |              |              |
|  |                         |                         | 4                       | Longford Town | 2          |                      |                      |                      |               |   |              |              |              |
|  | 3                       | UCD                     | 4                       | Longford Town | 2          | 2                    |                      |                      |               |   |              |              |              |
|  | 3                       | UCD                     |                         |               |            |                      |                      |                      |               |   |              |              |              |
|  | 4                       | Longford Town *         | 3                       |               |            |                      |                      |                      |               |   |              |              |              |
|  | 4                       | Longford Town *         | 3                       |               |            |                      |                      |                      |               |   |              |              |              |

* zwycięstwo po dogrywce.
| 31 października 2020 | Bray Wanderers | 0:1   | Galway United     |                                                                 |
| 16:00                |                | (0:0) | 81' Wilson Waweru | Carlisle Grounds, Bray Widzów: bez widzów Sędzia: Eoghan O’Shea |

| 31 października 2020 | UCD                                 | 2:3 (pd.) | Longford Town                            |                                                              |
| 16:00                | Colm Whelan 17' · Yousef Mahdy 110' | (1:1)     | 90', 114' Joe Gorman · 120+1' Dean Byrne | UCD Bowl, Dublin Widzów: bez widzów Sędzia: Kevin O’Sullivan |

| 6 listopada 2020 | Galway United     | 1:2   | Longford Town                       |                                                           |
| 20:45            | Vinny Faherty 88' | (0:1) | 43' Karl Chambers · 81' Aodh Dervin | UCD Bowl, Dublin Widzów: bez widzów Sędzia: Mark Moynihan |

| 15 listopada 2020 | Shelbourne | 0:1   | Longford Town  |                                                             |
| 15:30             |            | (0:0) | 54' Rob Manley | Richmond Park, Dublin Widzów: bez widzów Sędzia: Neil Doyle |

## Najlepsi strzelcy
| Bramki | Strzelcy       | Drużyna         |
| ------ | -------------- | --------------- |
| 10     | Patrick Hoban  | Dundalk         |
| 9      | Jack Byrne     | Shamrock Rovers |
| 8      | Graham Burke   | Shamrock Rovers |
| 8      | Andre Wright   | Bohemians       |
| 7      | Danny Grant    | Bohemians       |
| 7      | Aaron Greene   | Shamrock Rovers |
| 6      | Ronan Coughlan | Sligo Rovers    |

Źródło: .

## Stadiony
| Bohemians       |
| --------------- |
| Dalymount Park  |
| Pojemność: 3640 |
|                 |

| Cork City       |
| --------------- |
| Turners Cross   |
| Pojemność: 7485 |
|                 |

| Derry City         |
| ------------------ |
| Brandywell Stadium |
| Pojemność: 3700    |
|                    |

| Dundalk         |
| --------------- |
| Oriel Park      |
| Pojemność: 4500 |
|                 |

| Finn Harps      |
| --------------- |
| Finn Park       |
| Pojemność: 6000 |
|                 |

| St Patrick’s Athletic |
| --------------------- |
| Richmond Park         |
| Pojemność: 5340       |
|                       |

| Shamrock Rovers  |
| ---------------- |
| Tallaght Stadium |
| Pojemność: 8000  |
|                  |

| Shelbourne      |
| --------------- |
| Tolka Park      |
| Pojemność: 4400 |
|                 |

| Sligo Rovers    |
| --------------- |
| Showgrounds     |
| Pojemność: 3873 |
|                 |

| Waterford                        |
| -------------------------------- |
| Waterford Regional Sports Centre |
| Pojemność: 5500                  |
|                                  |

Źródło: .